# Noah Awassi
Noah Montheo Awassi (Dresden, 10 maart 1998) is een Duits voetballer die sinds 2021 uitkomt voor Excelsior Virton.

## Clubcarrière
Awassi genoot zijn jeugdopleiding bij Dynamo Dresden. In het seizoen 2016/17 zat hij er een aantal keer in de wedstrijdselectie van het eerste elftal, maar hij maakte er nooit zijn officiële debuut. In januari 2018 verhuisde hij naar de Duitse vierdeklasser FSV Union Fürstenwalde. Daar groeide hij meteen uit tot een vaste waarde achterin. Na amper een half seizoen tekende hij bij derdeklasser Sportfreunde Lotte, maar daar speelde hij in het seizoen 2018/19 slechts drie competitiewedstrijden: op de elfde speeldag speelde hij negentig minuten tegen Eintracht Braunschweig (2-2), op de dertiende speeldag viel hij in de 87e minuut in tegen KFC Uerdingen (0-2-winst) en op de 31e speeldag viel hij in de 68e minuut in tegen VfL Osnabrück (1-0-verlies).
In september 2019 haalde SV Babelsberg 03 hem terug naar de Regionalliga Nordost. Het leverde hem na amper één seizoen een transfer op naar Schalke 04, waar hij in het seizoen 2020/21 bij het tweede elftal in de Regionalliga West speelde.
In augustus 2021 maakte hij de overstap naar de Belgische tweedeklasser Excelsior Virton.
2 Vinck ·
3 Rizzo ·
4 Doué ·
5 Hamzaoui ·
7 Bukusu ·
8 Sadin  ·
9 Sula ·
10 Pinga ·
11 Ahlinvi ·
14 Guillaume ·
17 Allach ·
18 Mouaddib ·
20 Napoletano ·
21 Aabbou ·
23 Martin ·
24 Hery ·
26 Awassi ·
28 Droehnle ·
Masangu ·
Coach: Grégoire